# Stephen Peat
Stephen Peat (Columbia Británica, Canadá; 10 de marzo de 1980 – Columbia Británica, Canadá; 12 de septiembre de 2024) fue un jugador de hockey sobre hielo de Canadá que jugó ocho temporadas en la NHL con los Washington Capitals en la posición de ala izquierda.

## Estadísticas
| 1994–95   | Port Coquitlam Buckaroos | PIJHL     | 11  | 1 | 0  | 1  | 23  | —  | — | — | — | —  |
| 1994–95   | Langley Thunder          | BCJHL     | 13  | 0 | 1  | 1  | 23  | —  | — | — | — | —  |
| 1995–96   | Red Deer Rebels          | WHL       | 1   | 0 | 0  | 0  | 0   | —  | — | — | — | —  |
| 1995–96   | Langley Thunder          | BCJHL     | 59  | 5 | 15 | 20 | 112 | —  | — | — | — | —  |
| 1996–97   | Red Deer Rebels          | WHL       | 68  | 3 | 14 | 17 | 161 | 16 | 0 | 2 | 2 | 22 |
| 1997–98   | Red Deer Rebels          | WHL       | 63  | 6 | 12 | 18 | 189 | 5  | 0 | 0 | 0 | 8  |
| 1998–99   | Red Deer Rebels          | WHL       | 31  | 2 | 6  | 8  | 98  | —  | — | — | — | —  |
| 1998–99   | Tri-City Americans       | WHL       | 5   | 0 | 0  | 0  | 19  | —  | — | — | — | —  |
| 1999–00   | Tri-City Americans       | WHL       | 12  | 0 | 2  | 2  | 48  | —  | — | — | — | —  |
| 1999–00   | Calgary Hitmen           | WHL       | 23  | 0 | 8  | 8  | 100 | 13 | 0 | 1 | 1 | 33 |
| 2000–01   | Portland Pirates         | AHL       | 6   | 0 | 0  | 0  | 16  | —  | — | — | — | —  |
| 2001–02   | Washington Capitals      | NHL       | 38  | 2 | 2  | 4  | 85  | —  | — | — | — | —  |
| 2001–02   | Portland Pirates         | AHL       | 17  | 2 | 2  | 4  | 57  | —  | — | — | — | —  |
| 2002–03   | Washington Capitals      | NHL       | 27  | 1 | 0  | 1  | 57  | —  | — | — | — | —  |
| 2002–03   | Portland Pirates         | AHL       | 18  | 0 | 0  | 0  | 52  | —  | — | — | — | —  |
| 2003–04   | Washington Capitals      | NHL       | 64  | 5 | 0  | 5  | 90  | —  | — | — | — | —  |
| 2004–05   | Danbury Thrashers        | UHL       | 7   | 0 | 1  | 1  | 45  | —  | — | — | — | —  |
| 2005–06   | Washington Capitals      | NHL       | 1   | 0 | 0  | 0  | 2   | —  | — | — | — | —  |
| 2005–06   | Hershey Bears            | AHL       | 5   | 0 | 1  | 1  | 7   | —  | — | — | — | —  |
| 2005–06   | Lowell Lock Monsters     | AHL       | 3   | 1 | 1  | 2  | 23  | —  | — | — | — | —  |
| 2006–07   | Albany River Rats        | AHL       | 1   | 0 | 0  | 0  | 0   | —  | — | — | — | —  |
| Total NHL | Total NHL                | Total NHL | 130 | 8 | 2  | 10 | 234 | —  | — | — | — | —  |

- Fuente: [1]

## Vida personal
El 3 de febrero de 2000 Peat fue herido en el abdomen con un cuchillo de cacería en el Outlaws Nightclub en Calgary. Fue herido cuando intentó parar una pelea entre un compañero de equipo con unos desconocidos. Fue liberado del Foothills Hospital a la mañana siguiente y el agresor fue detenido con cargos por intento de asalto con arma letal.
El 17 de marzo de 2015 Peat estaba en el garaje en la casa de su padre cuando hizo un hoyo que provocó un incendio que quemó la casa. Originalmente fue acusado de atentar contra la vida humana y por destrucción de propiedad, pero terminó declarándose culpable por negligencia. Fue sentenciado a un año de libertad condicional.
Luego de retirarse como jugador de hockey, Peat desarrolló un trastorno por consumo de sustancias que lo llevó a automedicarse con medicinas para el dolor sin receta médica, cocaína y alcohol. Le habían prescrito Percocet durante su carrera como jugador y continuó utilizando medicinas contra el dolor para sus dolores crónicos de cabeza.
La relación de Peat con su padre Walter se deterioró a causa del incidente del incendio, al punto de que le fue impuesta una orden de no contacto. En 2017 pasó a ser un indigente apartado de su familia hasta que pasó a vivir en un camión en Surrey, British Columbia. Continuó con dolores de cabeza, pérdida de memoria, desorden bifocal atribuido a lesiones en el cerebro recibidas en su carrera en el hockey.

## Muerte
Alrededor de las 4:15 a.m. (PDT) de la mañana del 30 de agosto de 2024 Peat fue atropellado por un automóvil cuando cruzaba la calle a pie en la ciudad de Langley. Murió a causa del accidente el 12 de septiembre de 2024 a los 44 años.